# Гондув
Гондув (пол. Gądów, нім. Polnisch Gandau) — село в Польщі, у гміні Конти-Вроцлавські Вроцлавського повіту Нижньосілезького воєводства.
Населення — 313 осіб (2011).
У 1975-1998 роках село належало до Вроцлавського воєводства.

## Демографія
Демографічна структура станом на 31 березня 2011 року:
|          | Загалом | Допрацездатний вік | Працездатний вік | Постпрацездатний вік |
| -------- | ------- | ------------------ | ---------------- | -------------------- |
| Чоловіки | 160     | 48                 | 98               | 14                   |
| Жінки    | 153     | 43                 | 88               | 22                   |
| Разом    | 313     | 91                 | 186              | 36                   |